# マルクス・ベーメ
マルクス・ベーメ（Marcus Böhme、1985年8月25日 - ）は、ドイツの男子バレーボール選手。ベルリン出身。ポジションはミドルブロッカー。ドイツ代表。

## 来歴
地元ベルリンのSVプロイセンでバレーボールを始め、SCCベルリン、SVオリンピアのユースチームで学ぶ。ジュニア代表としてジュニア欧州選手権、ジュニア世界選手権に出場し、経験を積んだ。
2005年、ブンデスリーガのSCCベルリンへ入団。同年ドイツ代表のミドルブロッカーに選出され、通算59試合に出場。チーム最年少の22歳で2008年北京オリンピック出場を果たし、2009年欧州選手権に出場した。2005年から代表候補入りしている欧州リーグでは、2009年大会でドイツの初優勝を経験した。同年、VfBフリードリヒスハーフェンへ移籍した。

## 球歴
- オリンピック - 2008年（9位）
- 欧州選手権 - 2009年（6位）

## 所属クラブ
- SVプロイセン・ベルリン
- SCCベルリン

- SVオリンピア・ベルリン
- SCCベルリン（2005-2009年）
- VfBフリードリヒスハーフェン（2009-2012年）
- Altotevere San Giustino（2012-2013年）
- Generali Haching（2013-2014年）
- フェネルバフチェ（2014-2015年）
- Cuprum Lubin（2015-2017年）
- Olympiacos（2017-2019年）
- Dynamo LO（2019-2020年）
- VfBフリードリヒスハーフェン（2020-）